# Filialkirche Mitterarnsdorf

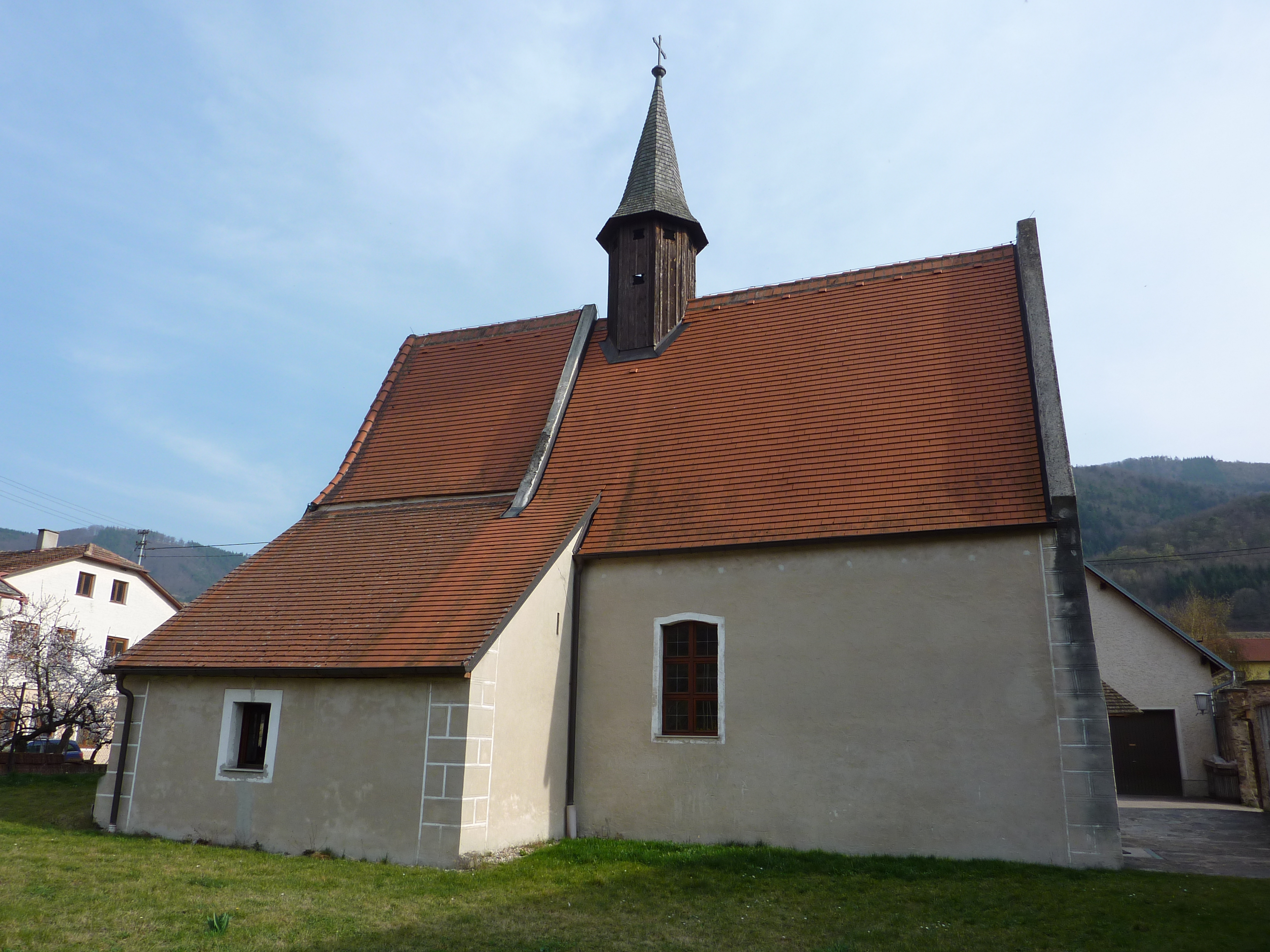
Katholische Filialkirche Hl. Katharina in Mitterarnsdorf

Die Filialkirche Mitterarnsdorf ist eine römisch-katholische Kirche in der Ortschaft Mitterarnsdorf in der Gemeinde Rossatz-Arnsdorf in Niederösterreich. Die Filialkirche der Pfarrkirche Arnsdorf ist auf die Heilige Katharina von Alexandrien geweiht. Sie gehört zum Dekanat Göttweig in der Diözese St. Pölten. Die Kirche steht unter Denkmalschutz (Listeneintrag).

## Lage
Die Kirche steht am nördlichen Ortsrand von Mitterarnsdorf nahe der Donau am Ende einer Straße, die von der Durchzugsstraße (Aggsteiner Straße) bergab durch den Ort zur Donau führt.

## Architektur
Das gotische Kirchengebäude stammt aus der Mitte des 14. Jahrhunderts; das Innere wurde barock umgestaltet. Der Chor des schlichten kleinen Baus ist mit einem Fünfachtelschluss und Strebepfeilern ausgeführt.

### Äußeres

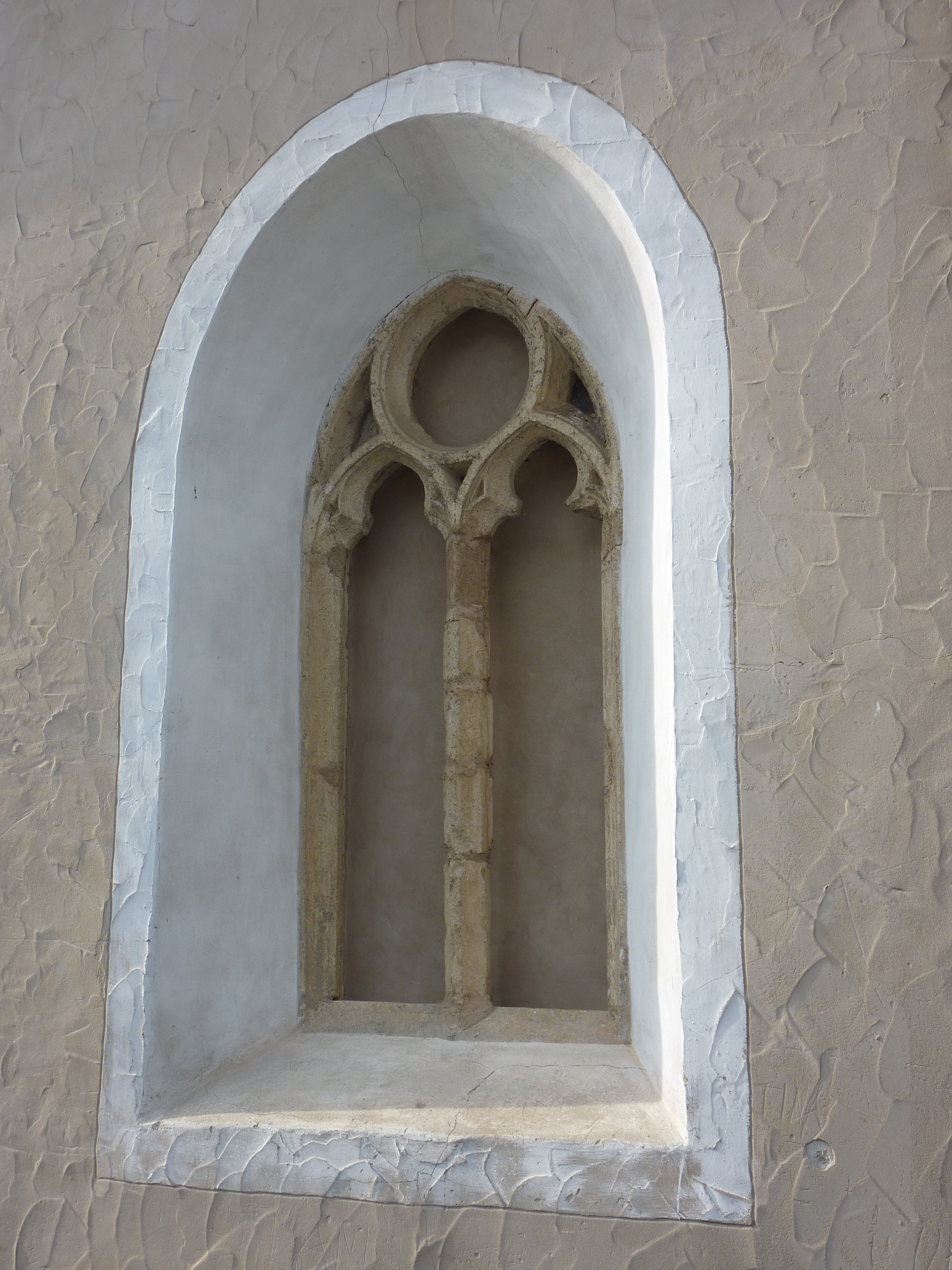
Vermauertes Maßwerkfenster in der Südwand

Das Gebäude setzt sich aus dem Langhaus und dem eingezogenen Chor zusammen, auf denen schlank proportionierte, im First annähernd gleich hohe steile Dächer aufgesetzt sind. Auf dem Dach sitzt ein hölzerner achtseitiger Dachreiter aus dem 18. oder 19. Jahrhundert. Die Fassaden sind durch Ortsteinmuster in Sgraffitotechnik gegliedert.
In der westlichen Giebelwand befinden sich ein Spitzbogenportal aus dem 14. und ein Stichbogenfenster aus dem 18. Jahrhundert. An den Giebeln des Langhauses ist je eine Kopfskulptur (vermutlich 14. Jahrhundert) zu sehen, an der Südseite ein innen vermauertes zweibahniges Maßwerkfenster. An der Nordseite ist unter einem Pultdach die Sakristei angebaut, die ebenfalls im Kern gotisch ist.

### Inneres
Das Langhaus ist durch eine Flachdecke mit ovalem Stuckdekor vom Ende des 17. Jahrhunderts gedeckt. Vermutlich aus dem 18. Jahrhundert stammt die Balkonempore. Ein ursprünglich gotischer Triumphbogen, der Ende des 17. Jahrhunderts gerundet wurde, führt in den Chor. Dort gibt es noch ein Kreuzrippengewölbe mit Rosettenschlussstein, das sich auf polygonale Spitzkonsolen abstützt.

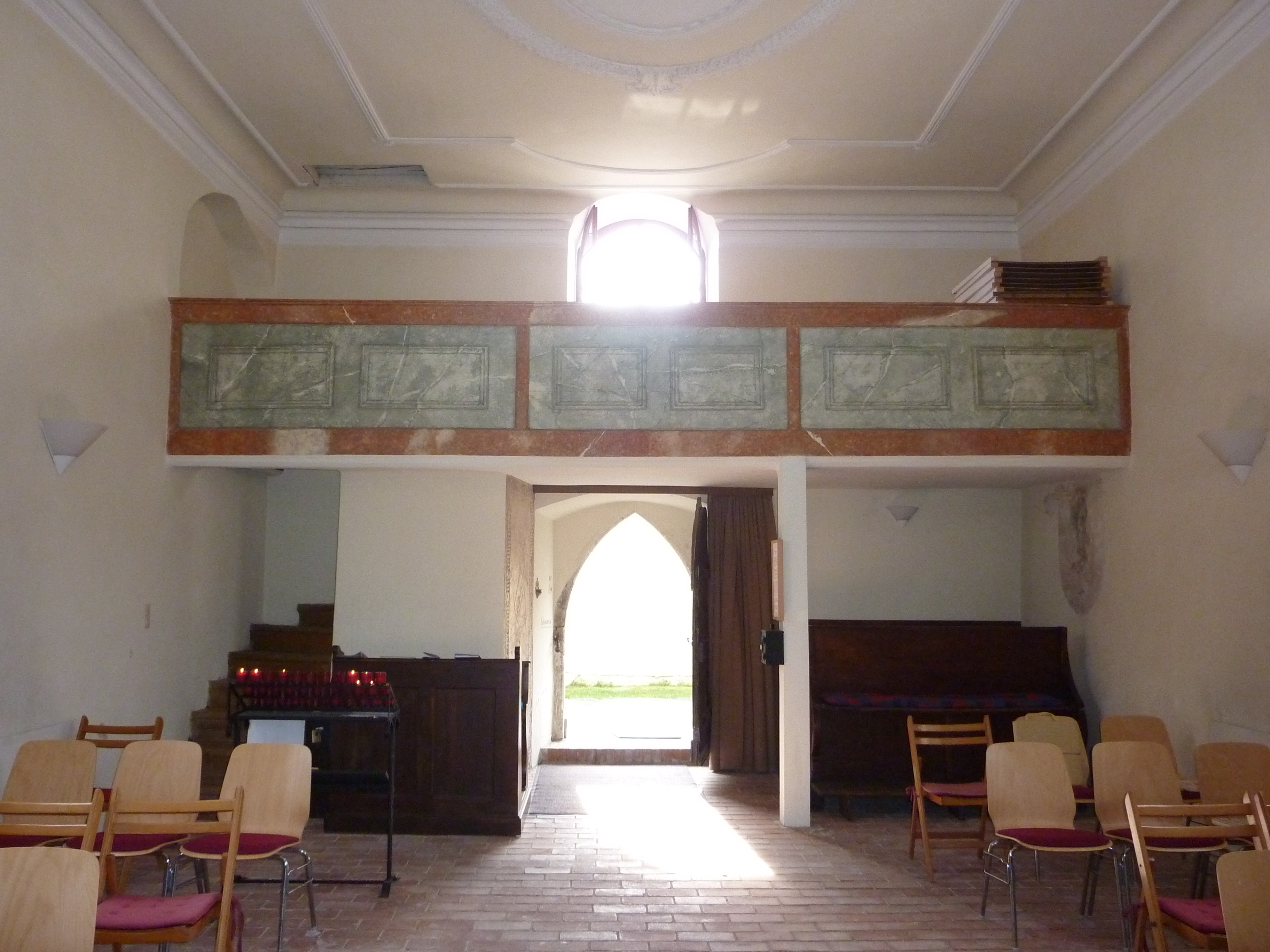
Blick zur Empore
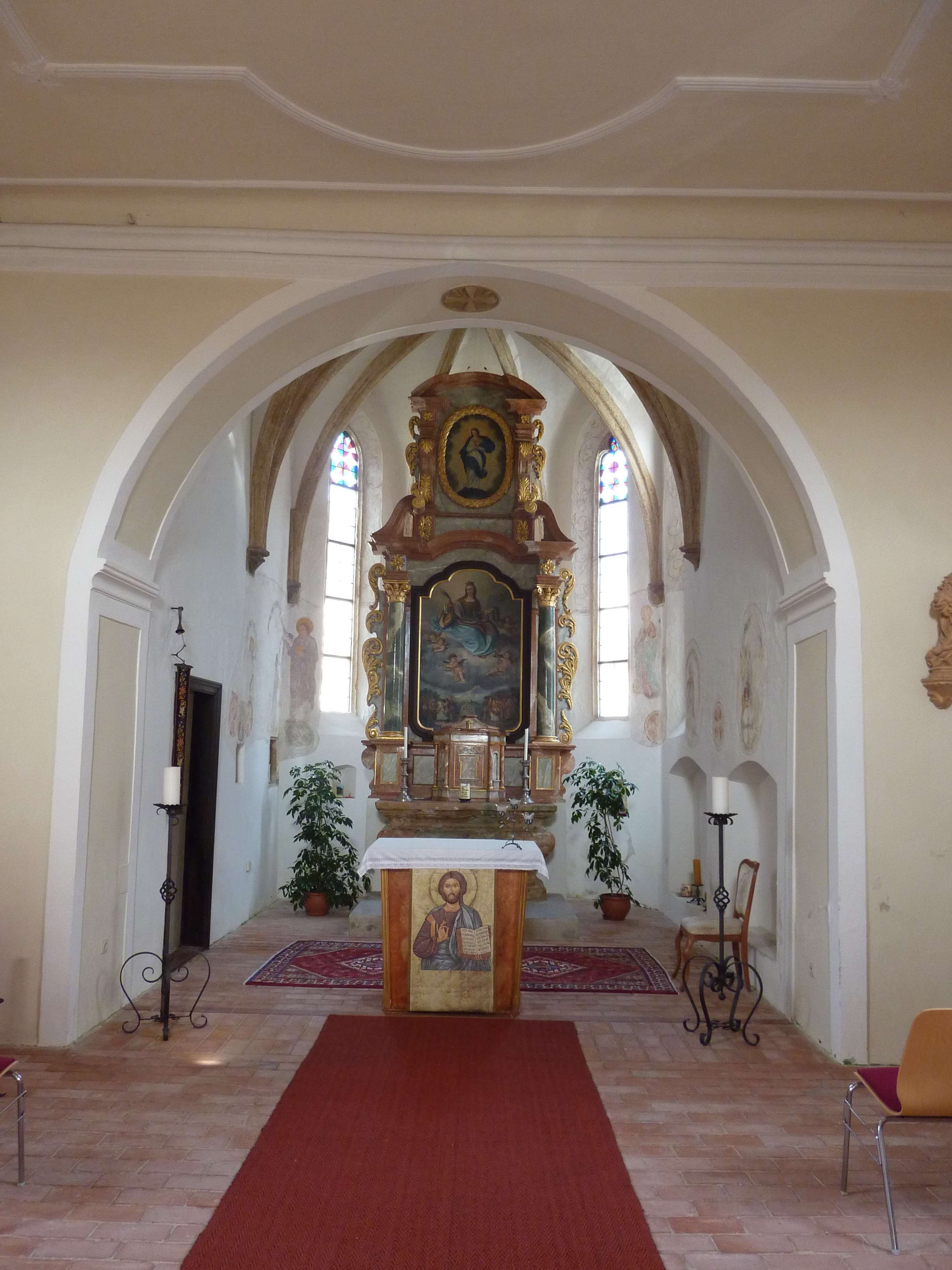
Blick zu Triumphbogen, Chor und Hochaltar
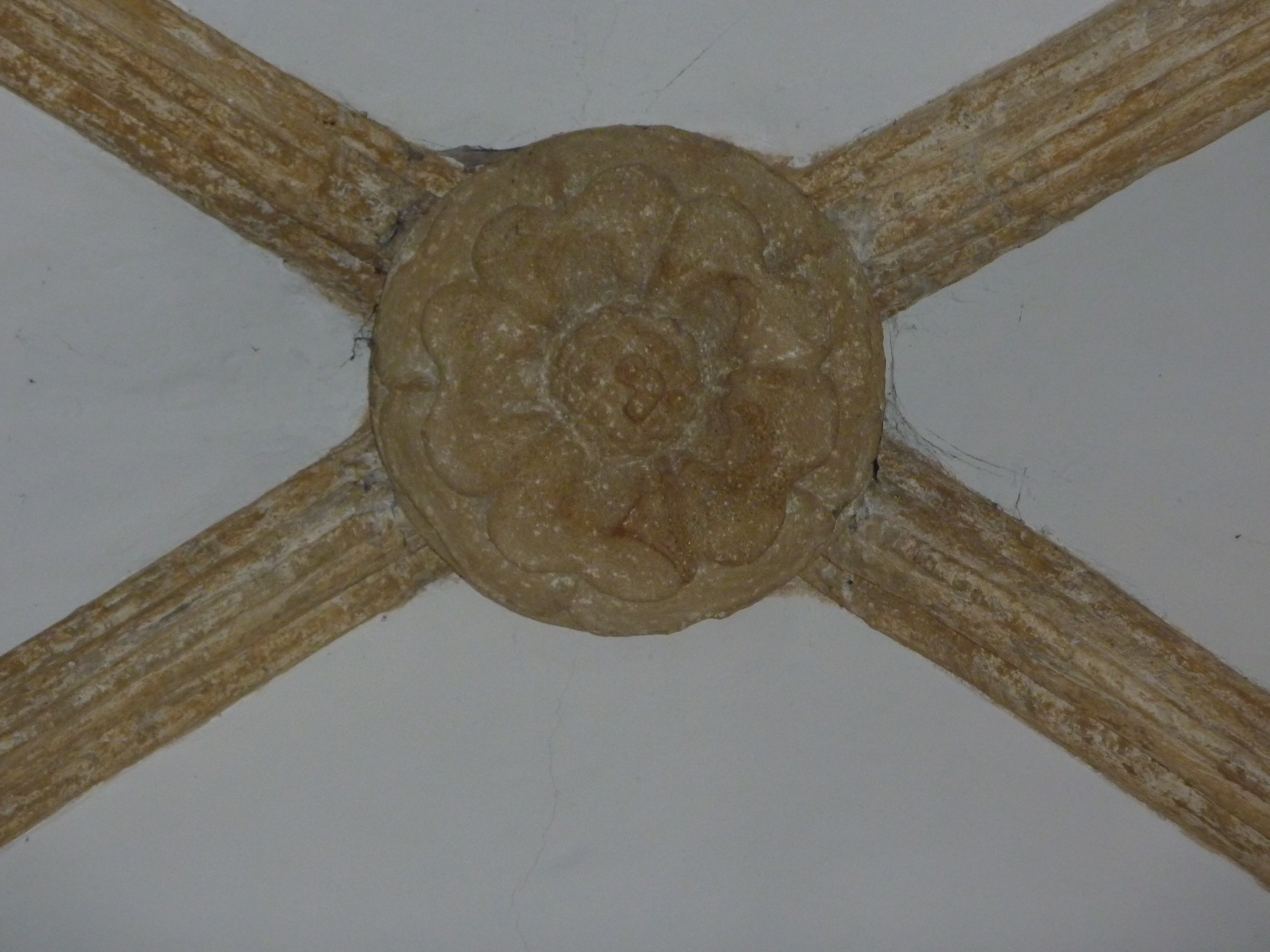
Schlussstein des Gewölbes im Chor

### Einrichtung

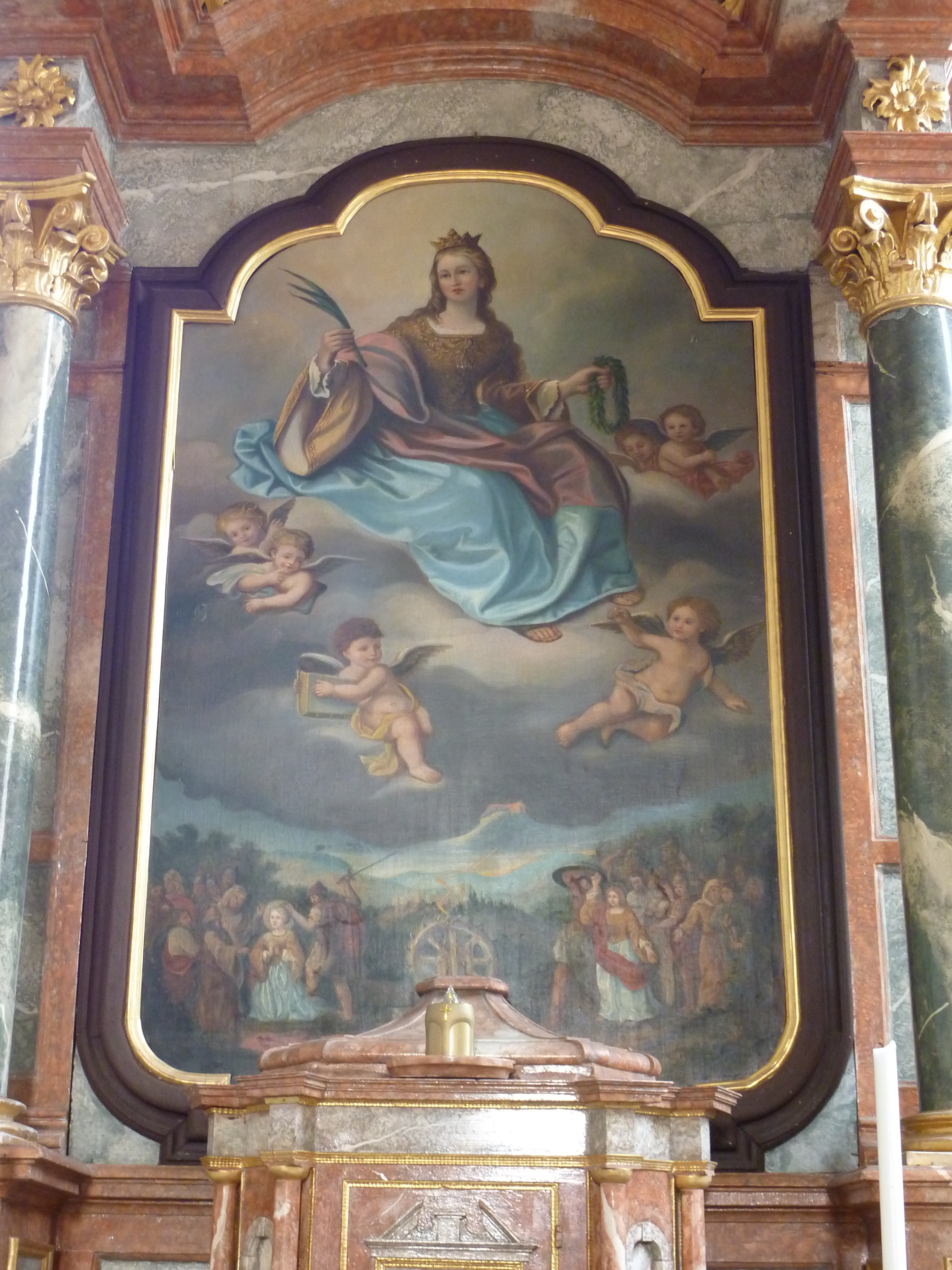
Altarbild

Der Altar (aus der Zeit um 1700) besteht aus einem gemauerten sarkophagartigen Altartisch, auf dem sich ein schlankes Säulenretabel mit Akanthusdekor erhebt. Das Altarbild von Franz Hözl (1889) zeigt die heilige Katharina von Alexandrien; ein darüber gelegenes Oberbild enthält eine Darstellung der Maria Immaculata.
Beim Eingang befindet sich der Grabstein des Petrus Eclung (Echinger), Verwalter des Niederhofes, von 1381, dessen Wappen in Ritztechnik auf dem Stein abgebildet ist.

### Wandmalerei
Wandmalereien wurden 1957 und 1969 freigelegt und gesichert, befinden sich aber in einem schlechten Erhaltungszustand.
Im Gewände eines vermauerten Fensters in der Langhauswand finden sich Darstellungen der Heiligen Katharina und Maria Magdalena aus der Zeit um 1380. Ein Zyklus aus dem Jahr 1470 nahm ursprünglich den gesamten Innenraum ein: Im Chor links Christus als Salvator mundi mit dem Stifter, rechts hl. Katharina. Von den Darstellungen der Apostel im Chor sind nur die Figuren der Heiligen Petrus, Andreas, Bartholomäus und Matthias erhalten.

## Pfarrhof

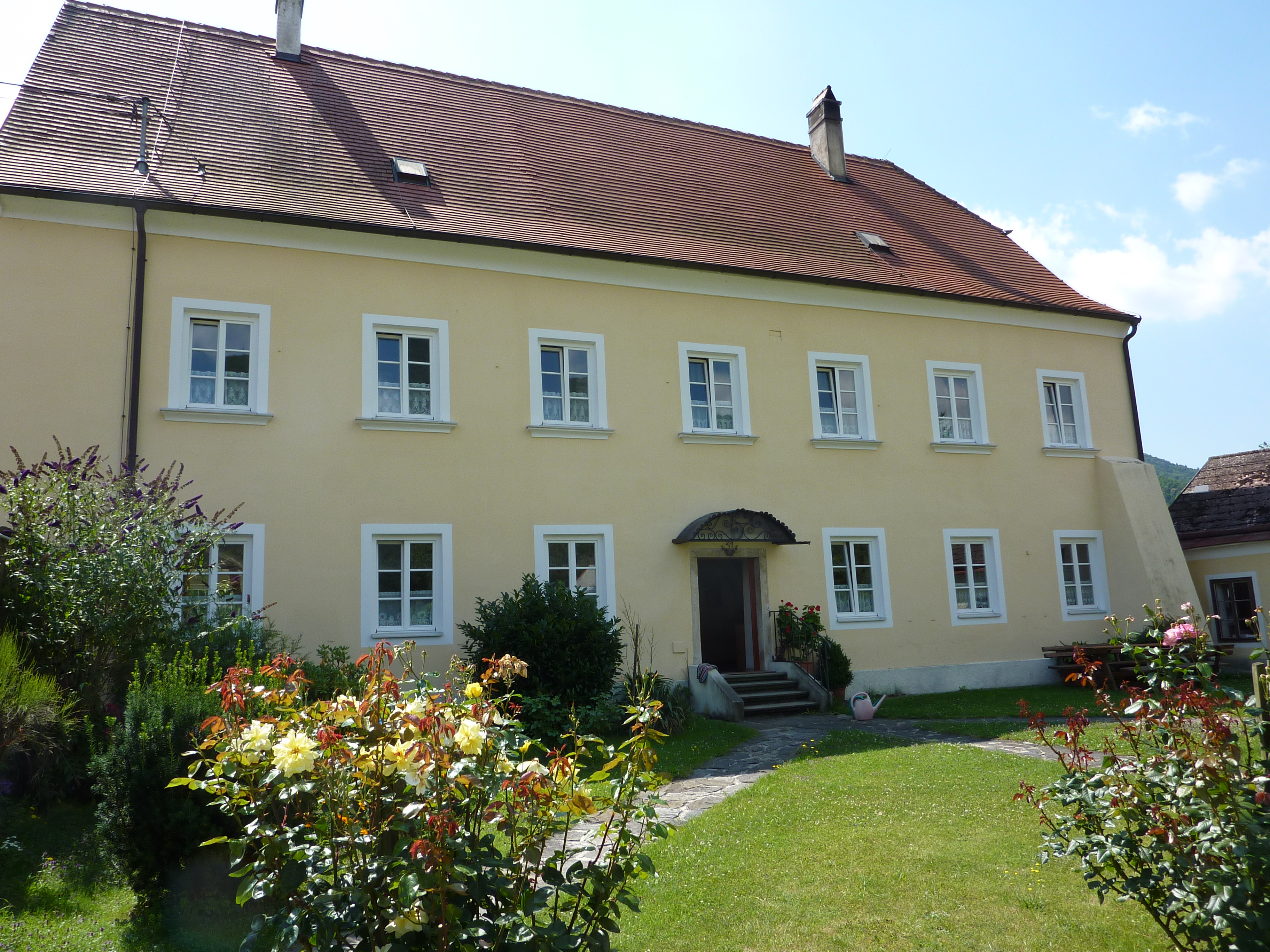
Pfarrhof

Gegenüber der Kirche steht der Pfarrhof, ursprünglich Sitz des Hofmeisters des salzburgischen Domkapitels (so genannter Niederhof; Mitterarnsdorf 31). Das stattliche Wohngebäude stammt im Kern vermutlich aus dem Mittelalter oder dem 16. Jahrhundert, die jetzige Form erhielt es 1684. Die Räume im Inneren des zweigeschoßigen Baus mit steilem Satteldach sind gewölbt, im Obergeschoß gibt es eine Stuckdecke in barocken Formen. Der Pfarrhof steht unter Denkmalschutz (Listeneintrag).

## Wirtschaftsgebäude

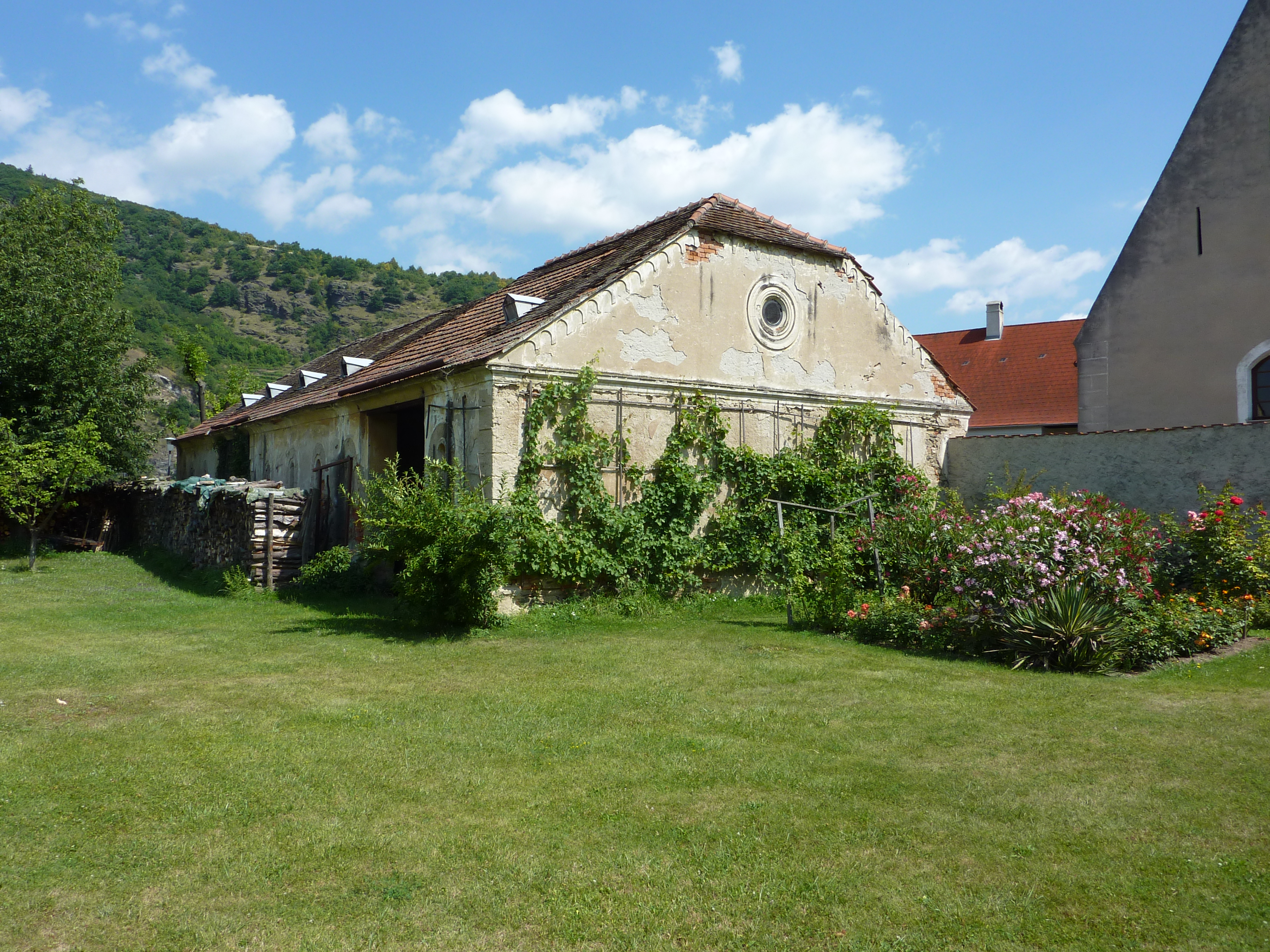
Wirtschaftsgebäude

Das Wirtschaftsgebäude wurde zum Teil aus Material erbaut, das von einem 1814 abgetragenen mittelalterlichen Gebäude stammte, das neben der Kirche errichtet gewesen war. Westlich davon befindet sich ein tonnengewölbter Kellerbau mit einem rundbogigen Steinportal aus der zweiten Hälfte des 15. Jahrhunderts. Zur Anlage gehören noch ein Stall und Wagenschuppen sowie die Tormauer aus dem 19. Jahrhundert. Auch das Wirtschaftsgebäude ist denkmalgeschützt (Listeneintrag).